# Molgula tethys
Molgula tethys är en sjöpungsart som beskrevs av Monniot 1974. Molgula tethys ingår i släktet Molgula och familjen kulsjöpungar. Inga underarter finns listade i Catalogue of Life.